# Mictyris brevidactylus
Mictyris brevidactylus là một loài cua được tìm thấy tại Nhật Bản, Trung Quốc, Đài Loan, Singapore, và một phần của Indonesia (Karakelong, Bawean và đảo Ambon). Con trưởng thành có mai màu xanh sáng và chân màu đỏ tươi, trong khi con non có màu nâu-hơi vàng.